# Salomon Olembé
René Salomon Olembé-Olembé (Yaoundé, 8 de dezembro de 1980) é um ex-futebolista profissional camaronês, que atuava como meia.

## Carreira
Depois de passar por clubes da França, Qatar e Inglaterra, em abril de 2008, Olembé transferíu-se para o Kayserispor da Turquia, para a disputa da temporada 2008-2009.
Olembé jogou pela seleção de Camarões nas Copas do Mundo FIFA de 1998 (quando tinha apenas 17 anos) e 2002, bem como na Copa das Nações Africanas de 2004 e 2006.

## Títulos
Camarões
- Copa das Nações Africanas: 2000 e 2002